# Березівка (Устинівська селищна громада)
Березі́вка — село в Україні, в Устинівській селищній громаді Кропивницького району Кіровоградської області. Населення становить 908 осіб. Колишній центр Березівської сільської ради.

## Історія
Станом на 1886 рік у селі, центрі Березівської волості Єлисаветградського повіту Херсонської губернії, мешкало 1886 осіб, налічувалось 408 дворових господарства, існували православна церква, школа, 2 лавки, постоялий двір, відбувались базари по неділях.

## Населення
Згідно з переписом УРСР 1989 року чисельність наявного населення села становила 1163 особи, з яких 555 чоловіків та 608 жінок.
За даними перепису населення 2001 року у селі проживали 908 осіб.
Рідною мовою назвали:
| Мова       | Кількість осіб | Відсоток |
| ---------- | -------------- | -------- |
| українська | 892            | 98,24 %  |
| російська  | 16             | 1,76 %   |